# Arthur Dillon (1834-1922)
Pour les articles homonymes, voir Arthur Dillon et Dillon.
Arthur Dillon ou comte Dillon (1834-1922), officier de cavalerie et journaliste français, ami du général Boulanger. 

## Biographie
Arthur Dillon est camarade de promotion à Saint-Cyr de Georges Boulanger. Il est aux États-Unis en 1881 à l'occasion des fêtes du centenaire de l'indépendance américaine à Yorktown (Virginie). Il y est alors très sensible au système de parti et aux mœurs électorales étatsuniennes. 
Arthur Dillon est d'abord bonapartiste sous l'Empire et devient un orléaniste prônant la restauration. Il ne se fait d'illusion sur Boulanger, qui est un menteur et ne travaille en réalité que pour lui-même. Cependant, il peut être utilisé pour aider la restauration. Il permet les premiers contacts entre Boulanger et les royalistes en octobre 1887 puis une rencontre le 28 novembre en pleine crise présidentielle, avec le baron de Mackau pour empêcher l'élection de Jules Ferry en privilégiant Charles de Freycinet. Cependant, Mackau n'arrive pas à convaincre les autres royalistes de s'unir sur ce candidat. 
Secrétaire général de la Compagnie du câble transatlantique, il devient l'un des financier du boulangisme, notamment via de vastes campagnes journalistiques en faveur de Boulanger, ou le financement des campagnes électorales avec le bonapartiste Georges Thiébaud et le polytechnicien Vincent Sibille. Il est le trésorier du Comité républicain national et a carte blanche par Boulanger pour trouver des financements et les distribuer. Il importe des États-Unis la manière de faire une campagne politique : d'énormes financements, l'inondation de placards, de figurines et de portraits ainsi que des mensonges démagogiques. Le 25 novembre 1888, il est élu au comité directeur de la Ligue des patriotes. Dillon est le relais des royalistes et le financeur du boulangisme. Il est aussi un partisan de la tempérance face à Rochefort ou Déroulède, refusant par exemple le coup d'État le 27 janvier 1889. Lorsque les menaces d'arrestations envers Boulanger et lui-même s'accentue en mars, il est un fervent partisan de la fuite vers la Belgique, qu'il effectue le 14 mars. Ses collègues boulangistes se retournent contre lui, Boulanger finissant par se brouiller avec lui en août, mais il reste encore dans l'état-major boulangiste à Londres, qui se retourne unanimement contre lui après la défaite des élections cantonales le 28 juillet.
Son élection de député à l'automne 1889 est invalidée, ayant été condamné en août 1889, par la Haute Cour de justice, et par contumace, à la déportation en enceinte fortifiée, avec Boulanger et Henri Rochefort. 
Dillon rompt avec Boulanger en septembre 1889 et devient le bouc-émissaire des boulangistes. 
Il achète l'île de Berder dans le Morbihan en 1879 et y fait construire des bâtiments de villégiature et une chapelle dans laquelle il est enterré avec sa femme. Sur ses vieux jours il achète une voiture électrique Krieger pour se déplacer dans sa petit île et au-delà, à marée basse. Ruiné, il vend Berder en 1920 à son amie la duchesse d'Uzès qui lui en laisse la jouissance jusqu'à sa mort.
Arthur Dillon projette la construction d'un port en eau profonde dans le Golfe du Morbihan, après avoir étudié plusieurs sites, dont celui de la Pointe du Blair, ce projet est abandonné après quelques travaux initiaux, en particulier la construction de la "Maison du port" en 1907, jamais utilisée et restée depuis à l'état de ruine. Il est aussi propriétaire de la moitié de l'Île Longue (Inis er C'halvez, Morbihan) et membre de la Société polymathique du Morbihan.

## Sources
- « Arthur Dillon (1834-1922) », dans le Dictionnaire des parlementaires français (1889-1940), sous la direction de Jean Jolly, PUF, 1960 [détail de l’édition]